# 1349 в Україні
1349 в Україні — це перелік головних подій, що відбулись у 1349 році на території сучасних українських земель. Також подано список відомих осіб, що народилися та померли в 1349 році. Крім того, зібрано список пам'ятних дат та ювілеїв 1349 року.

## Події

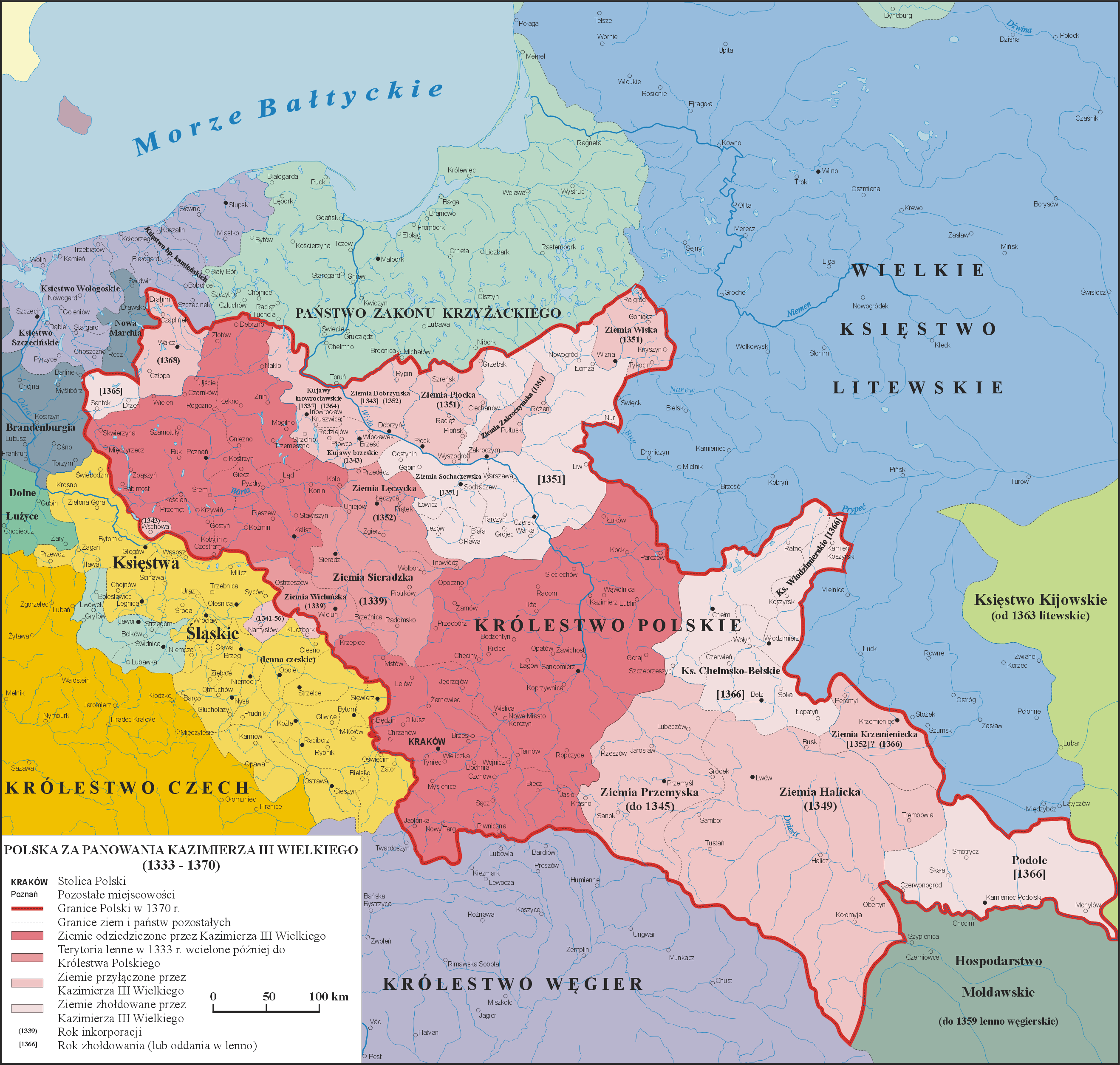
Володіння Короля Казимира. Червоним на карті позначено Королівство Польща, а білим карті позначено Королівство Русь

- Польський король Казимир III Великого за підтримки Чехії та Угорщини захопив більшу частину Галичини зі Львовом включно і Волині, які по його смерті стали спадковими землями угорських монархів, котрі до початку ХХ століття титулувались королями Галичини та Володимирії[1].

## Особи

### Померли
- Дмитро Дедько — галицький боярин за часів правителів Королівства Русі Юрія ІІ Болеслава і Любарта-Дмитра, воєвода перемишльський, фактичний правитель королівства та лідер його боярсько-олігархічної верхівки[2].

## Пам'ятні дати та ювілеї
- 475 років з часу (874 рік):
  - другого походу князя Аскольда до Константинополя: було укладено мирну русько-грецьку угоду без облоги столиці Візантійської імперії[3][4]
- 325 років з часу (1024 рік):
  - жовтень — Листвинської битви між найманцями-варягами великого князя київського Ярослава Мудрого та чернігівсько-тмутороканською дружиною його брата князя Мстислава Володимировича Хороброго в якій переміг Мстислав та зберіг владу в Чернігівських землях[5].
- 250 років з часу (1099 рік):
  - битви в урочищі Рожне Поле (поблизу нинішнього міста Золочева Львівської області) в ході міжусобної війни на Русі в 1097—1100 роках, коли об'єднана галицька дружина Володаря та Василька Ростиславичів здобула перемогу над військом київського князя Святополка Ізяславича, поклавши край претензіям Києва на галицькі землі[6].
- 225 років з часу (1124 рік):
  - поділу Галичини між князями Васильковичами, з роду Василька Ростиславича, та Володаревичами.
- 200 років з часу (1149 рік):
  - захоплення Києва суздальським князем Юрієм Довгоруким[7][8][9] у ході міжусобної війни на Русі 1146—1154 років[10][11].
- 175 років з часу (1174 рік):
  - зайняття київського престолу смоленським князем Романом Ростиславичем[12], обіймав до 1176 року.
- 150 років з часу (1199 рік):

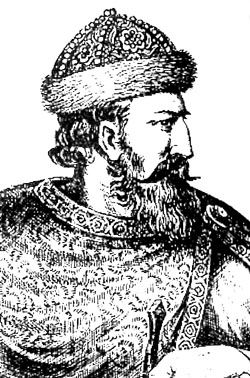
Засновник єдиного Галицько-Волинського князівства волинський князь Роман Мстиславович Великий

- - об'єднання волинським князем Романом Мстиславовичем Великим Галицької і Волинської земель і утворення єдиного Галицько-Волинського князівства[13].
- 75 років з часу (1249 рік):

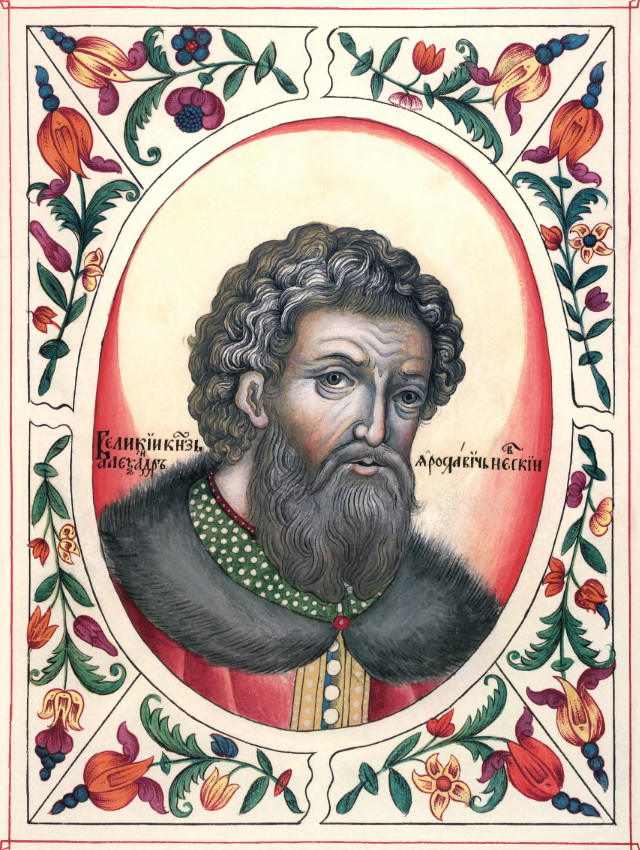
Великий князь київський Олександр Невський в 1349—1263 роках

- - отримання у Золотій Орді ярлика на княжіння в Києві князя новгородського Олександра Ярославовича Невського — Великого Князя Київського (до 1263 року)[14].
- 50 років з часу (1299 рік):
  - перенесення митрополитом Київський Максимом митрополію з Києва у місто Владимир на Клязьмі[15].
- 25 років з часу (1324 рік):
  - битви на річці Ірпінь між литовсько-руською армією Великого князя Литовського Гедиміна та дружиною Київського князівства під проводом київського князя Станіслава, що був васалом Золотої Орди. Здобувши перемогу, Гедимін призначив намісником Київського князівства Міндовга, князя Гольшанського, і приєднав до Великого князівства Литовського Київське, Волинське та Сіверське князівства[16].

### Міст, установ та організацій
- 450 років з часу (899 рік):
  - заснування поселення Лтава, відомого зараз як місто Полтава[17][18]
- 175 років з часу (1174 рік):
  - 12 липня — першої письмової згадки про місто Полтава[19], коли в Іпатіївському літописі було описано укріплення на ріці Лтаві[20].
- 25 років з часу (1324 рік):
  - надання Магдебурзького права місту Володимиру.

### Видатних особистостей

#### Народження
- 325 років з часу (1024 рік):

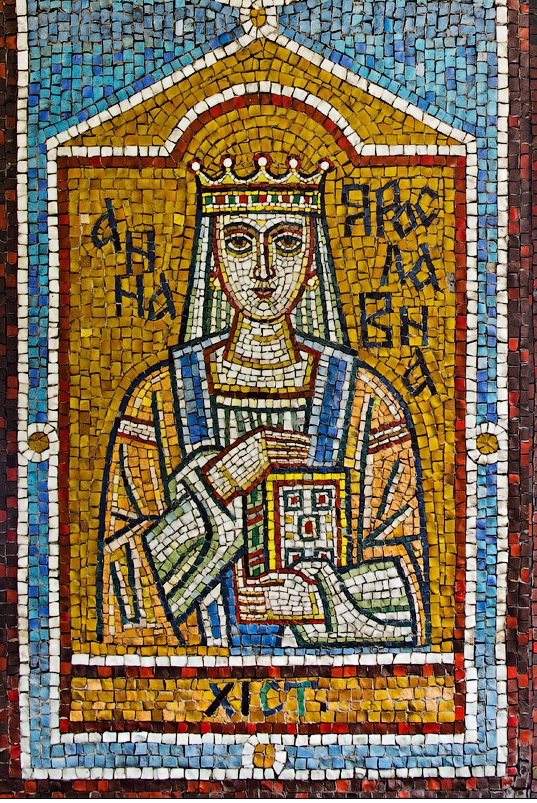
донька князя Ярослава Мудрого Анна Ярославна (1024—1079)

  - народження Анни Ярославни — королеви Франції (1051—1060 рр.); доньки князя Ярослава Мудрого і шведської принцеси Інгігерди, другої дружини французького короля Генріха I Капета. (пом.. 1079)[21].
  - народження Ізясла́ва Яросла́вича — Великого князя київського (1054—1068, 1069—1073, 1077—1078)[22]. Зять польського короля Мешка ІІ (з 1043)[22]. (пом.. 1078).

#### Смерті
- 300 років з часу (1049 рік):
  - смерті Феопемпта — Митрополита Київського і всієї Русі.
- 275 років з часу (1074 рік):

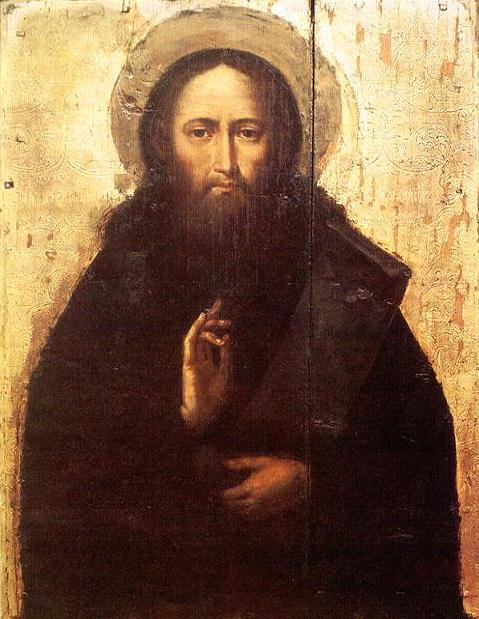
Ікона Феодосія Печерського

- - смерті Анастасії Ярославни — королеви Угорщини (1046—1061 рр.), дружини короля Андрія I; донька Ярослава Мудрого та Інгігерди. (нар.. 1023).
  - 3 травня — смерті Феодосія Печерського — ігумена Києво-Печерського монастиря, одного з основоположників чернецтва на Русі. (нар.. бл. 1009).
- 250 років з часу (1099 рік):
  - 12 червня — смерті Мстислава (Мстиславця) Святополковича — князя володимирського, ймовірно старшого сина Великого князя київського Святополка Ізяславича"[23].
- 225 років з часу (1124 рік):
  - 28 лютого — смерті Василька Ростиславича[24]) — теребовлянського князя, який разом з братами Рюриком та Володарем — один із засновників незалежного Галицького князівства. (нар.. бл. 1066).
  - 19 березня — смерті Волода́ра Ростиславича — князя звенигородського (1085—1349) та перемиського (1092—1349) з династії Рюриковичів.
- 150 років з часу (1199 рік):
  - смерті Володимира Ярославича — галицького князя, останнього з гілки роду — Ростиславичів галицьких. (нар.. бл. 1151).
  - смерті Ярослава Мстиславича (Красного) — князя переяславського (1187—1349), сина князя Мстислава Юрійовича і онука Юрія Долгорукого.
- 25 грудня — смерті Ілони Угорської — угорської принцеси з династії Арпадів, доньки короля Угорщини Гези II та київської княжни Єфросинії Мстиславівни. (нар.. бл. 1145).
- 100 років з часу (1249 рік):
  - смерті Агапіта I — церковного діяча часів занепаду Великого князівства Київського, архімандрита Києво-Печерського монастиря.